# 29 (число)
29 (двадцать девять) — натуральное число, расположенное между числами 28 и 30.

## Математика
- 29 — является нечётным двухзначным числом.
- Сумма цифр этого числа — 11
- Произведение цифр этого числа — 18
- Квадрат числа 29 — 841
- 10-е простое число.
- Близнец числа 31.
- 6-е число Софи Жермен (29 * 2 + 1 = 59, также являющееся простым числом)[1].
- 7-е пифагорово простое число — простое число вида 4*n+1
- 229 = 536 870 912
- 2x2+29 — генератор простых чисел Лежандра, известный тем, что даёт 29 простых чисел при значениях x от 0 до 28.
- Одно из чисел с таким свойством, что сумма его с перевернутым числом равна квадрату суммы его цифр ({\displaystyle 29+92=11^{2}}).
- Для 4-х точек в пространстве, не лежащих в одной плоскости, можно построить 29 различных параллелепипедов, для каждого из которых все данные точки являются вершинами.
- Одно из двузначных чисел, у которого сумма его суммы цифр и их произведения дают в сумме это же самое число: {\displaystyle (2+9)+(2*9)=29}.
- Существует ровно 29 пентакубиков — поликубиков, состоящих из 5 единичных кубиков (последовательность A000162 в OEIS).
- Недостаточное число
- Злое число
- Число Пелля

## Наука
- Атомный номер меди

## Искусство
- Одно из двух чисел, несчастливых для главного героя романа Виктора Пелевина «Числа».  Другим было 43.  Счастливым для него было число 34.

## Календарь
Числа, связанные с григорианским календарём: 4, 7, 14, 28, 29, 30, 31, 52, 90, 91, 92, 97, 100, 365, 366, 400
- Число дней в феврале високосного года, см. 29 февраля.

- Число 29 по месяцам: 29 января | 29 февраля | 29 марта | 29 апреля | 29 мая | 29 июня | 29 июля | 29 августа | 29 сентября | 29 октября | 29 ноября | 29 декабря

## В других областях
- 29 год.
- 29 год до н. э.
- 1929 год.
- В 29 лет  Гаутама Будда (основатель буддизма) оставил свой дом, семью и имущество, чтобы стать монахом.
- ASCII-код управляющего символа GS (group separator)
- 29 — Код субъекта Российской Федерации Архангельской области
- 29-я буква русского алфавита — Ы.
- 29 — количество букв в современном турецком алфавите.
- 29- Диаметр велосипедного колеса